# 아코정
아코정(赤穂町)은 효고현 아코군에 설치되었던 정이다. 현재의 아코시에 해당한다.

## 역사
- 1889년 4월 1일 - 정촌제 시행에 의해 2정 1촌의 구역을 가지고 성립하였다.
- 1937년 4월 1일 - 시오야촌, 아사키촌, 신하마촌을 편입하였다.
- 1951년 9월 1일 - 사코시정, 다카오과 합병해 아코시가 성립하여, 동일 아코정은 폐지되었다.

## 교통

### 철도
- 아코철도 (본정 폐선 3개월 후인 12월 12일 폐선)
  - 아코철도선

## 참고문헌
- 가도카와 일본지명대사전 28 효고현